# ألاميدا
بلدية ألاميدا (بالإسبانية: Alameda) هي بلدية تقع في مقاطعة مالقة التابعة لمنطقة أندلوسيا جنوب إسبانيا.

## الديموغرافيا
بلغ عدد سكان بلدية ألاميدا 5.471 نسمة عام 2011 (وفقاً للمعهد الوطني الإسباني للإحصاء).
| 4.960 | 4.947 | 5.017 | 5.245 | 5.367 | 5.481 | 5.471 |